# Marga Preuter
Marga Preuter (Epse, 23 juni 1967) is een Nederlands voormalig langebaanschaatsster. 
Preuter kende in 1988 haar beste seizoen. Dat jaar werd ze tweede op het Nederlandse kampioenschap allround en werd ze op  de 1000 meter bij de Nederlandse kampioenschappen afstanden derde. Ze nam in 1988 deel aan het Europees kampioenschap allround en het wereldkampioenschap allround.

## Records

### Persoonlijke records[1]
| Afstand    | Tijd    | Datum          | Baan       |
| ---------- | ------- | -------------- | ---------- |
| 500 meter  | 41,85   | 15 maart 1988  | Heerenveen |
| 1000 meter | 1.23,91 | 3 januari 1988 | Heerenveen |
| 1500 meter | 2.09,84 | 4 januari 1988 | Heerenveen |
| 3000 meter | 4.31,29 | 2 januari 1988 | Heerenveen |
| 5000 meter | 7.49,63 | 7 januari 1988 | Heerenveen |